# Hoedjiespunt

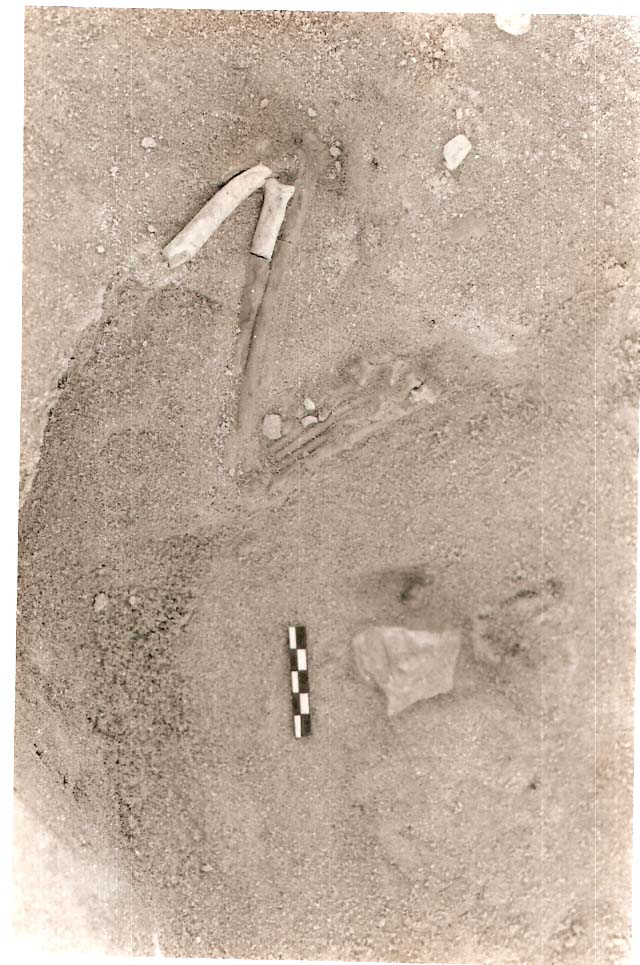
Brazo de chacal fósil in situ en el sitio de Hoedjispunt. Se observan los dedos en articulación un poco por encima de la escala.

Hoedjiespunt, también nombrado Hoedjiespunt 1 o HDP1, es un yacimiento paleontológico con fósiles de  homínidos del Chibaniense (Pleistoceno medio) en la costa oeste de Sudáfrica, cerca de la ciudad de bahía de Saldanha. El sitio es una antigua guarida de hiena marrón excavada en el costado de una duna de arena, ubicada en una península con vistas al océano Atlántico. El sitio se litificó bajo una gran formación de caliche hace unos 280 000 años, momento en el que probablemente estaba a varios kilómetros del océano.

## Descubrimiento
Antes de principios de la década de 1990, Hoedjiespunt había sido conocido durante varios años como yacimiento paleontológico, después de que las obras viales hubieran expuesto abundantes huesos cuando una motoniveladora excavaba los sedimentos de una antigua duna. Varios fósiles muy frágiles se recuperaron, posteriormente, en la búsqueda inicial. En 1993, se encontró un solo diente de homínido fósil en fragmentos erosionados en la superficie del yacimiento, lo que provocó nuevas excavaciones que recuperaron muchos miles de fósiles, entre ellos dientes, fragmentos de cráneo y una diáfisis de tibia de un homínido juvenil atribuido a Homo heidelbergensis. Sin embargo, Stynder et al. (2001) sugieren que la evidencia de los incisivos mandibulares de HDP1 es «insuficiente para señalar afinidades más cercanas de la muestra de HDP1 con homínidos del Pleistoceno medio africano o europeo».
Los fósiles localizados en este yacimiento se catalogan con la sigla del mismo, HDP1, seguida de un guion y número de orden, por ejemplo HDP1-1.